# Campeonato Sul-Americano de Atletismo Júnior de 1990
O Campeonato Sul-Americano de Atletismo Júnior de 1990 foi a 22ª edição da competição de atletismo organizada pela CONSUDATLE para atletas com menos de vinte anos, classificados como júnior ou sub-20. O evento foi realizado em Bogotá, na Colômbia, entre [13 de julho|13]] e 15 de julho de 1990. Contou com cerca de 250 atletas de dez nacionalidades distribuídos em 40 eventos.

## Medalhistas
Esses foram os resultados do campeonato.

### Masculino
| Evento                      | Ouro                    | Ouro      | Prata                  | Prata     | Bronze                  | Bronze    |
| --------------------------- | ----------------------- | --------- | ---------------------- | --------- | ----------------------- | --------- |
| 100 metros                  | Edgar Chourio (VEN)     | 10.2A     | Reinaldo Santana (VEN) | 10.3A     | Saulo dos Santos (BRA)  | 10.4A     |
| 200 metros                  | Nilton Messias (BRA)    | 20.96A    | Edgar Chourio (VEN)    | 21.03A    | Reinaldo Santana (VEN)  | 21.49A    |
| 400 metros                  | Inaldo Sena (BRA)       | 46.89A    | Nilton Messias (BRA)   | 47.04A    | Guillermo Cacián (ARG)  | 48.03A    |
| 800 metros                  | Edgardo Graglia (ARG)   | 1:53.10A  | Omar Best (VEN)        | 1:53.75A  | Carlos Pinzón (COL)     | 1:55.8A   |
| 1 500 metros                | José Rodrigues (BRA)    | 4:01.1A   | William Roldán (COL)   | 4:05.0A   | Carlos Roldán (COL)     | 4:08.3A   |
| 5 000 metros                | William Roldán (COL)    | 15:26.00A | José Ramírez (COL)     | 15:53.27A | Emerson Vettori (BRA)   | 15:59.27A |
| 10 000 metros               | Robinson Semolini (BRA) | 31:04A    | José Ramírez (COL)     | 31:11A    | Leonel Medina (VEN)     | 31:42A    |
| 10 km marcha atlética       | Jefferson Pérez (ECU)   | 42:57.95A | José Rodrigues (COL)   | 47:06.00A | Mauricio Cárdenas (ECU) | 47:16.25A |
| 2 000 metros com obstáculos | Emerson Vettori (BRA)   | 6:15.12A  | Jaime Cáceras (PER)    | 6:18.30A  | Diego Toro (COL)        | 6:25.0A   |
| 110 metros barreiras        | Eliexer Pulgar (VEN)    | 14.20A    | Marco Mina (PER)       | 14.56A    | Federico Ifill (VEN)    | 14.57A    |
| 400 metros barreiras        | Luis Guerra (VEN)       | 53.97A    | Nicolás Majluf (CHI)   | 54.52A    | Luis Gómez (VEN)        | 55.04A    |
| 4×100 metros estafetas      | Venezuela               | 41.10A    | Brasil                 | 41.37A    | Colômbia                | 42.00A    |
| 4×400 metros estafetas      | Brasil                  | 3:11.50A  | Venezuela              | 3:15.59A  | Argentina               | 3:16.37A  |
| Salto em altura             | José Luis Bruno (ARG)   | 2.10A     | Jairo Venâncio (BRA)   | 2.07A     | Lewis Asprilla (COL)    | 2.01A     |
| Salto com vara              | Eduardo Diez (VEN)      | 4.50A     | Marlon Borges (BRA)    | 4.50A     | Diego Vázquez (ARG)     | 4.40A     |
| Salto em comprimento        | Nelson Ferreira (BRA)   | 7.18A     | Jefferson Ilário (BRA) | 7.13A     | Oscar Acosta (COL)      | 7.10A     |
| Salto triplo                | Jairo Venâncio (BRA)    | 15.94A    | Oscar Valiente (PER)   | 15.56A    | Oscar Acosta (COL)      | 14.72A    |
| Arremesso de peso           | Yojer Medina (VEN)      | 15.50A    | Luís Fernandes (BRA)   | 13.95A    | Luís Maiorquim (BRA)    | 12.90A    |
| Lançamento de disco         | Yojer Medina (VEN)      | 47.28A    | Gerson Pereira (BRA)   | 46.26A    | Luís Fernandes (BRA)    | 44.34A    |
| Lançamento do martelo       | Héctor Bontempi (ARG)   | 53.30A    | Hugo Scévola (ARG)     | 48.34A    | Luís Maiorquim (BRA)    | 46.80A    |
| Lançamento do dardo         | Pedro Claure (CHI)      | 62.76A    | Pablo Frutos (CHI)     | 62.28A    | Luis Pérez (VEN)        | 62.08A    |
| Decatlo                     | Alcides Silva (BRA)     | 6600A     | Paulo Martins (BRA)    | 6591A     | Eladio Farfán (VEN)     | 6024A     |

### Feminino
| Evento                 | Ouro                      | Ouro      | Prata                     | Prata     | Bronze                    | Bronze    |
| ---------------------- | ------------------------- | --------- | ------------------------- | --------- | ------------------------- | --------- |
| 100 metros             | Berenice Ferreira (BRA)   | 11.8A     | Tânia da Silva (BRA)      | 11.9A     | Lisette Rondón (CHI)      | 12.0A     |
| 200 metros             | Rosa Magaly Segovia (COL) | 24.02A    | Denise Sharpe (ARG)       | 24.18A    | Claudete Alves Pina (BRA) | 24.21A    |
| 400 metros             | Luciana Mendes (BRA)      | 54.85A    | Claudete Alves Pina (BRA) | 55.13A    | Rosa Magaly Segovia (COL) | 56.15A    |
| 800 metros             | Fátima dos Santos (BRA)   | 2:11.55A  | Janeth Caizalitín (ECU)   | 2:12.22A  | Idalia Belo (BRA)         | 2:18.0A   |
| 1 500 metros           | Janeth Caizalitín (ECU)   | 4:42.7A   | Rosa Mila Ibarra (COL)    | 4:46.5A   | Marina Nascimento (BRA)   | 4:50.1A   |
| 3 000 metros           | Rosa Mila Ibarra (COL)    | 10:13.12A | Janeth Caizalitín (ECU)   | 10:16.11A | Marina Nascimento (BRA)   | 10:46.04A |
| 10 000 metros          | Sandra Ruales (ECU)       | 37:09.5A  | Soledad Nieto (ECU)       | 38:37.4A  | Ana de Oliveira (BRA)     | 39:32.6A  |
| 5 km marcha atlética   | Miriam Ramón (ECU)        | 24:11.6A  | Luisa Nivicela (ECU)      | 25:42.4A  | Cristina Bohórquez (COL)  | 26:14.4A  |
| 100 metros barreiras   | Michelle Openshaw (PER)   | 14.80A    | Antonina Santângelo (BRA) | 14.83A    | Nicole Tulier (CHI)       | 15.16A    |
| 400 metros barreiras   | Sandra Izquierdo (ARG)    | 60.83A    | Maria Dória (BRA)         | 61.14A    | Lucimara Machado (BRA)    | 62.04A    |
| 4×100 metros estafetas | Brasil                    | 47.07A    | Colômbia                  | 47.24A    | Chile                     | 47.27A    |
| 4×400 metros estafetas | Brasil                    | 3:45.12A  | Colômbia                  | 3:53.21A  | Venezuela                 | 3:58.12A  |
| Salto em altura        | Cintia Lais Matedi (BRA)  | 1.68A     | Alejandra García (ARG)    | 1.65A     | Yanelis Barreto (VEN)     | 1.60A     |
| Salto em comprimento   | Maria de Souza (BRA)      | 6.17A     | Tânia da Silva (BRA)      | 5.91A     | Audrey González (VEN)     | 5.63A     |
| Arremesso de peso      | Elisângela Adriano (BRA)  | 16.06A    | Alexandra Amaro (BRA)     | 13.83A    | Sadith Fretes (PAR)       | 11.69A    |
| Lançamento de disco    | Elisângela Adriano (BRA)  | 48.18A    | Alexandra Amaro (BRA)     | 44.40A    | Sadith Fretes (PAR)       | 39.48A    |
| Lançamento do dardo    | Yamelis Marín (VEN)       | 43.26A    | Martha Rodríguez (VEN)    | 42.34A    | Maria Socorro (BRA)       | 40.84A    |
| Heptatlo               | Euzinete dos Reis (BRA)   | 4948A     | Alejandra García (ARG)    | 4650A     | Ângela Gonçalves (BRA)    | 4276A     |

## Quadro de medalhas (não oficial)
| Ordem | País      | Medalha de ouro | Medalha de prata | Medalha de bronze | Total |
| ----- | --------- | --------------- | ---------------- | ----------------- | ----- |
| 1     | Brasil    | 19              | 15               | 13                | 47    |
| 2     | Venezuela | 8               | 5                | 9                 | 22    |
| 3     | Argentina | 4               | 4                | 3                 | 11    |
| 4     | Equador   | 4               | 4                | 1                 | 9     |
| 5     | Colômbia  | 3               | 7                | 9                 | 19    |
| 6     | Peru      | 1               | 3                | 0                 | 4     |
| 7     | Chile     | 1               | 2                | 3                 | 6     |
| 8     | Paraguai  | 0               | 0                | 2                 | 2     |

## Participantes (não oficial)
Uma contagem não oficial produziu o número de 250 atletas de dez países: 
| - Argentina (20) - Bolívia (3) - Brasil (54) - Chile (22) - Colômbia (50) | - Equador (40) - Panamá (10) - Paraguai (2) - Peru (15) - Venezuela (34) |